# Pernes-les-Fontaines
Pernes-les-Fontaines är en kommun i departementet Vaucluse i regionen Provence-Alpes-Côte d'Azur i sydöstra Frankrike. Kommunen ligger i kantonen Pernes-les-Fontaines som tillhör arrondissementet Carpentras. År 2022 hade Pernes-les-Fontaines 10 433 invånare.

## Befolkningsutveckling
Antalet invånare i kommunen Pernes-les-Fontaines
| Referens: INSEE |